# Hannelore Weck-Hannemann
Hannelore Weck-Hannemann (* 1954 in Ravensburg) ist eine deutsche Ökonomin und Professorin für Politische Ökonomie. Sie übernahm zahlreiche Funktionen an verschiedenen Universitäten.   

## Leben und Wirken
Ihr Abitur machte Hannelore Weck-Hannemann in Rottweil und studierte anschließend Volkswirtschaftslehre / Statistik an der Universität Konstanz. 1982 promovierte sie an der Universität Zürich. Sie war wissenschaftliche Mitarbeiterin an beiden Universitäten in Zürich und Konstanz. Am Wissenschaftskolleg zu Berlin war sie zudem Fellow. Ihre Habilitation machte sie an der Universität Zürich im Jahr 1990 mit der Arbeit „Politische Ökonomie des Protektionismus. Eine institutionelle und empirische Analyse“ im Fach Volkswirtschaftslehre. Im Anschluss daran war sie als Assistenzprofessorin an der ETH Zürich tätig. An der Humboldt-Universität zu Berlin erhielt sie anschließend eine Professur für Finanzwissenschaften.
1994 wurde Weck-Hannemann als ordentliche Professorin für Politische Ökonomie an das Institut für Finanzwissenschaft der Universität Innsbruck berufen. An der Universität Zürich ist sie zudem Titularprofessorin und sie ist Research Fellow des Center for Research in Economics, Management and the Arts in Basel. Sie blieb bis zu ihrer Emeritierung an der Universität Innsbruck.
Ihre Forschung betrieb sie in den folgenden Bereichen: Finanzwissenschaft, Ökonomische Theorie der Politik, Internationale Politische Ökonomie, Umweltökonomie, Familien-/Frauenökonomie, Angewandte Ökonomik, Experimentelle Ökonomik.

## Schriften (Auswahl)
- Schattenwirtschaft: eine Möglichkeit zur Einschränkung der öffentlichen Verwaltung? Eine ökonomische Analyse. Frankfurt / Zürich: Lang, 1983, ISBN 978-3820475906.
- Die heimliche Wirtschaft: Struktur und Entwicklung der Schattenwirtschaft in der Schweiz. Stuttgart / Bern: Haupt, 1986, ISBN 978-3258035413.
- Politische Ökonomie des Protektionismus. Eine institutionelle und empirische Analyse. Frankfurt: Campus, 1992, ISBN 978-3593346786.
- Mit Karl W. Steininger: Global Environmental Change in Alpine Regions: Recognition, Impact, Adaptation and Mitigation. New Horizons in Environmental Economics. Cheltenham: Edward Elgar Publishing Ltd, 2002, ISBN 978-1-84376-183-9.